# Леваков, Александр Сергеевич
Алекса́ндр Серге́евич Левако́в (род. 1978, Бошняково, Сахалинская область) — российский военнослужащий, лейтенант, участник вторжения России в Украину. Командир танкового взвода танковой роты 127-й мотострелковой дивизии. Герой Российской Федерации (2023).

## Биография
Леваков родился в 1978 году в посёлке городского типа Бошняково Углегорского района Сахалинской области. Проходил срочную военную службу, по окончании которой перешёл на военную службу по контракту.
В 2011 году стал офицером запаса.
На протяжении восьми лет работал на шахте. В 2019 году окончил исторический факультет Дальневосточного федерального университета.
В 2022 году попал под мобилизацию в связи с вторжением России на Украину. Был назначен командиром танкового взвода танковой роты 127-й мотострелковой дивизии 5-й общевойсковой армии.
Экипаж танка с позывным «Алёша», членом которого был Леваков, получил известность в конце июля 2023 года, когда было опубликовано видео, на котором, как утверждалось, один российский танк уничтожил восемь единиц украинской бронетехники, в том числе два танка, где-то на запорожском направлении. Институт изучения войны высказал мнение, что видео было снято 7 июня 2023 года и что запечатлён на нём не танковый бой, а артиллерийский обстрел колонны. Руслан Левиев утверждал, что видео снято около посёлка Новодаровка Запорожской области, и что по видео непонятно, была ли подбита украинская техника огнём танка, артиллерией или другими средствами. Военный аналитик Ян Матвеев считает, что украинские бронемашины пострадали в основном от мин.
6 августа врио главы Донецкой Народной Республики России Денис Пушилин наградил экипаж танка «Алёша», включая Левакова, званием Героя ДНР.
В августе 2023 года указом президента России «за мужество и героизм, проявленные при исполнении воинского долга» Левакову присвоено звание Героя Российской Федерации с вручением медали «Золотая Звезда».
23 августа 2023 года на памятных мероприятиях в честь 80-летия окончания Курской битвы, проходивших в Курской области, президент России Владимир Путин вручил экипажу танка «Алёша», включая Левакова, Звезды Героев Российской Федерации».

## Награды
- Герой Российской Федерации (август 2023)[7].
- Герой Донецкой Народной Республики (6 августа 2023)[6].
- Герой Приморья (10 августа 2023)[8][9].
- Медаль «За отличие в военной службе» III степени.
- Медаль «За участие в военном параде в День Победы».
- Знак «Парашютист — отличник».
- Знак «За службу на Кавказе».